# Championnats du monde d'escrime 1998
Navigation
Édition précédente Édition suivante
Les championnats du monde d'escrime 1998 se sont déroulés à La Chaux-de-Fonds en Suisse

## Médaillés
| Épreuves           | Or                                                                                     | Argent                                                                                | Bronze                                                                                       |
| ------------------ | -------------------------------------------------------------------------------------- | ------------------------------------------------------------------------------------- | -------------------------------------------------------------------------------------------- |
| Épée               |                                                                                        |                                                                                       |                                                                                              |
| Hommes individuel  | Hugues Obry                                                                            | Péter Vánky                                                                           | Carlos Pedroso Attila Fekete                                                                 |
| Hommes par équipes | Hongrie- Krisztián Kulcsár - Iván Kovács - Géza Imre - Attila Fekete                   | France- Hugues Obry - Frantz Philippe - Éric Srecki - Rémy Delhomme                   | Russie- Pavel Kolobkov - Aleksandr Eletskikh - Andrey Kolotiline - Valery Zakharevich        |
| Femmes individuel  | Laura Flessel                                                                          | Denise Holzkamp                                                                       | Hajnalka Toth Gyöngyi Szalay                                                                 |
| Femmes par équipes | France- Laura Flessel - Sophie Moressée-Pichot - Valérie Barlois - Sangita Tripathi    | Cuba- Tamara Esteri - Miraida García-Soto - Zuleydis Ortiz Puente - Milagros Palma    | Ukraine- Yeva Vybornova - Viktoriya Titova - Alla Mironjuk - Anna Garina                     |
| Fleuret            |                                                                                        |                                                                                       |                                                                                              |
| Hommes individuel  | Serhiy Holubytskyy                                                                     | Elvis Gregory                                                                         | Piotr Kielpikowski Salvatore Sanzo                                                           |
| Hommes par équipes | Pologne- Adam Krzesiński - Sławomir Mocek - Ryszard Sobczak - Piotr Kiełpikowski       | France- Patrice Lhotellier - Lionel Plumenail - Laurent Bel                           | Corée du Sud- Kim Yeong-ho - Yu Bong-Hyeong - Chung Kwang-Suk - Kim Seung-Pyo                |
| Femmes individuel  | Sabine Bau                                                                             | Svetlana Boyko                                                                        | Giovanna Trillini Valentina Vezzali                                                          |
| Femmes par équipes | Italie- Giovanna Trillini - Valentina Vezzali - Diana Bianchedi - Annamaria Giacometti | Roumanie- Roxana Scarlat - Reka Zsofia Lazăr-Szabo - Laura Badea - Claudia Grigorescu | Pologne- Barbara Wolnicka-Szewczyk - Sylwia Gruchała - Anna Rybicka - Magdalena Mroczkiewicz |
| Sabre              |                                                                                        |                                                                                       |                                                                                              |
| Hommes individuel  | Luigi Tarantino                                                                        | Raffaello Caserta                                                                     | Fernando Medina Sergey Sharikov                                                              |
| Hommes par équipes | Hongrie- József Navarrete - Domonkos Ferjancsik - György Boros - Zsolt Nemcsik         | France- Damien Touya - Jean-Philippe Daurelle - Mathieu Gourdain - Gaël Touya         | Pologne- Norbert Jaskot - Marcin Sobala - Rafał Sznajder - Dariusz Gilman                    |

## Tableau des médailles
| Rang | Nation       | Or | Argent | Bronze | Total |
| ---- | ------------ | -- | ------ | ------ | ----- |
| 1    | France       | 3  | 3      | 0      | 6     |
| 2    | Italie       | 2  | 1      | 3      | 6     |
| 3    | Hongrie      | 2  | 0      | 3      | 5     |
| 4    | Allemagne    | 1  | 1      | 0      | 2     |
| 5    | Pologne      | 1  | 0      | 3      | 4     |
| 6    | Ukraine      | 1  | 0      | 1      | 2     |
| 7    | Cuba         | 0  | 2      | 1      | 3     |
| 8    | Russie       | 0  | 1      | 2      | 3     |
| 9    | Roumanie     | 0  | 1      | 0      | 1     |
| 10   | Suède        | 0  | 1      | 0      | 1     |
| 11   | Espagne      | 0  | 0      | 1      | 1     |
| 12   | Corée du Sud | 0  | 0      | 1      | 1     |